# Afterlife (Hailee Steinfeld)
Afterlife è un singolo della cantante statunitense Hailee Steinfeld, pubblicato il 19 settembre 2019 come colonna sonora della serie televisiva Dickinson.

## Video musicale
Il video musicale, diretto da Hannah Lux Davis, è stato diffuso il 30 settembre 2019.